# Touche de fin

Touche fin sur un clavier informatique

Sur un clavier d'ordinateur, la touche de fin Fin (End key en anglais) fonctionne de façon opposée à la touche de début. Dans le contexte de l’affichage d’une page dépassant les limites de l’écran mais ne devant pas être modifiée (typiquement, dans le cadre d’un navigateur web), elle permet de descendre tout en bas pour l’afficher. Dans le contexte d’un traitement de texte ou d’une zone de texte, elle permet de positionner le curseur d’écriture à la fin de la ligne sur lequel il se trouve. Sur certains claviers de taille limitée où la touche Fin est manquante, la même fonctionnalité peut être atteinte via la combinaison des touches Fn + →  ou Ctrl + Fin

## Microsoft Windows et Linux
Sur les systèmes d'exploitation Microsoft Windows et Linux, dans les documents éditables tels que ceux ouverts dans un traitement de texte, cette touche ramène le curseur à la fin de la ligne; et associée à la touche Contrôle, à la fin de la page. Tandis que dans les documents non éditables (page web, fichier PDF...), elle permet de retourner à la fin de la page.
La touche Fin peut également être utilisée pour mettre en surbrillance tous les caractères après le curseur dans une ligne si elle est enfoncée en même temps que la touche ⇧ Maj dans un texte éditable.

## macOS
Dans la plupart des applications macOS, la touche fonctionne différemment des autres plateformes. Lorsque la touche est enfoncée, la fenêtre défile vers le bas, alors que la position du curseur ne change pas du tout; la touche Fin est donc liée à la fenêtre, et non à la zone de texte en cours de modification. Sur les claviers des ordinateurs de la firme Apple qui ne possèdent pas de touche Fin, Il est possible d'appuyer sur ⌥ Option + → pour accéder à la fonctionnalité de touche de fin décrite ci-dessus.
Pour obtenir le même résultat que sous Windows (c'est-à-dire aller à la fin de la ligne de texte actuelle), on appuie sur ⌘ Commande + →. Dans la plupart des champs de texte ne contenant qu'une seule ligne, la touche fléchée vers le bas ↓ peut également être utilisée. Ce comportement peut aussi être modifié par une application tierce.

## Applications sans interface graphique
Dans les anciennes applications en mode texte (sans interface graphique), la touche Fin servait à indiquer que la saisie des données était terminée dans une section.